# Stalix dicra
Stalix dicra is een straalvinnige vissensoort uit de familie van kaakvissen (Opistognathidae). De wetenschappelijke naam van de soort is voor het eerst geldig gepubliceerd in 1989 door Smith-Vaniz.